# 가족우선당
가족우선당(영어: Family First Party)은 경제적, 사회적으로 보수적인 오스트레일리아의 정당이다.

## 같이 보기
- 오스트레일리아의 정당
- 기독교 우파
- 오스트레일리아 기독당
- 기독교민주당 (오스트레일리아)